# Fussballclub Red Bull Salzburg 2014-2015
Questa voce raccoglie le informazioni riguardanti lo Fussballclub Red Bull Salzburg nelle competizioni ufficiali della stagione calcistica 2014-2015.

## Rosa
| N. |                      | Ruolo | Calciatore          |
| -- | -------------------- | ----- | ------------------- |
| 2  | Germania (bandiera)  | D     | Benno Schmitz       |
| 4  | Danimarca (bandiera) | D     | Peter Ankersen      |
| 5  | Brasile (bandiera)   | D     | André Ramalho       |
| 6  | Svizzera (bandiera)  | D     | Christian Schwegler |
| 7  | Austria (bandiera)   | A     | Marcel Sabitzer     |
| 8  | Guinea (bandiera)    | C     | Naby Keïta          |
| 9  | Austria (bandiera)   | A     | Marco Djuricin      |
| 11 | Brasile (bandiera)   | C     | Pires               |
| 13 | Austria (bandiera)   | C     | Stefan Ilsanker     |
| 14 | Norvegia (bandiera)  | C     | Valon Berisha       |
| 17 | Austria (bandiera)   | D     | Andreas Ulmer       |
| 18 | Giappone (bandiera)  | A     | Takumi Minamino     |
| 20 | Ghana (bandiera)     | C     | David Atanga        |

| N. |                      | Ruolo | Calciatore         |
| -- | -------------------- | ----- | ------------------ |
| 24 | Austria (bandiera)   | C     | Christoph Leitgeb  |
| 25 | Ghana (bandiera)     | D     | Isaac Vorsah       |
| 26 | Spagna (bandiera)    | A     | Jonathan Soriano   |
| 28 | Danimarca (bandiera) | D     | Asger Sørensen     |
| 31 | Ungheria (bandiera)  | P     | Péter Gulácsi      |
| 33 | Germania (bandiera)  | P     | Alexander Walke    |
| 36 | Austria (bandiera)   | D     | Martin Hinteregger |
| 37 | Austria (bandiera)   | C     | Valentino Lazaro   |
| 40 | Germania (bandiera)  | P     | Fabian Bredlow     |
| 42 | Germania (bandiera)  | A     | Nils Quaschner     |
| 45 | Croazia (bandiera)   | D     | Duje Ćaleta-Car    |
| 77 | Belgio (bandiera)    | C     | Massimo Bruno      |